# Norrbyskär
Norrbyskär es un pequeño grupo de islas fuera de Umeå, en el país europeo de Suecia. Desde 1895 hasta 1952 fue el sitio donde se ubicaba  un aserradero a vapor, que en un tiempo fue uno de los más grandes de su tipo en Europa, propiedad de la empresa Mo och Domsjö. La fábrica fue comenzada por el que era  entonces jefe de la compañía Frans Kempe.
Cuando Kempe compró las 72 islas e islotes en el año 1890 estos estaban vacíos. Los anteriores propietarios, algunos campesinos de los alrededores, consideraban inútil la isla
Norrbyn.